# Ковальови
Ковальови (пол. Kowalowy) — село в Польщі, у гміні Ясло Ясельського повіту Підкарпатського воєводства.
Населення — 505 осіб (2011).
У 1975-1998 роках село належало до Кросненського воєводства.

## Демографія
Демографічна структура станом на 31 березня 2011 року:
|          | Загалом | Допрацездатний вік | Працездатний вік | Постпрацездатний вік |
| -------- | ------- | ------------------ | ---------------- | -------------------- |
| Чоловіки | 251     | 51                 | 171              | 29                   |
| Жінки    | 254     | 49                 | 151              | 54                   |
| Разом    | 505     | 100                | 322              | 83                   |